# Ekotemplet, Hagaparken

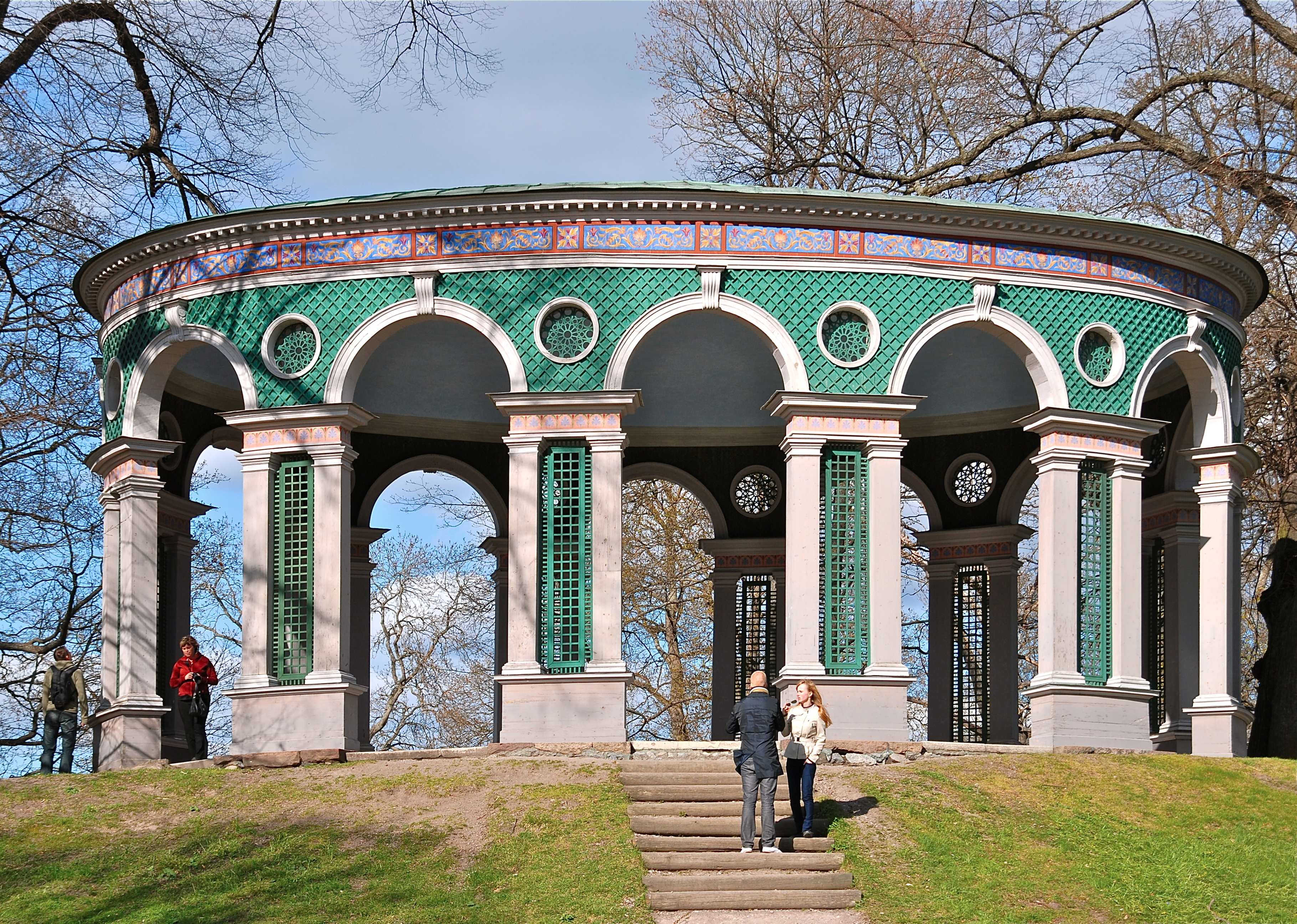
Ekotemplet på våren 2010

Ekotemplet i Hagaparken i Solna är en av flera mindre byggnader, paviljonger och lusthus som uppfördes i Hagaparken mellan 1788 och 1795. I Sverige finns flera ekotempel; det i Hagaparken är förmodligen ett av de mest påkostade i Sverige och sedan 1935 ett statligt byggnadsminne.

## Historik

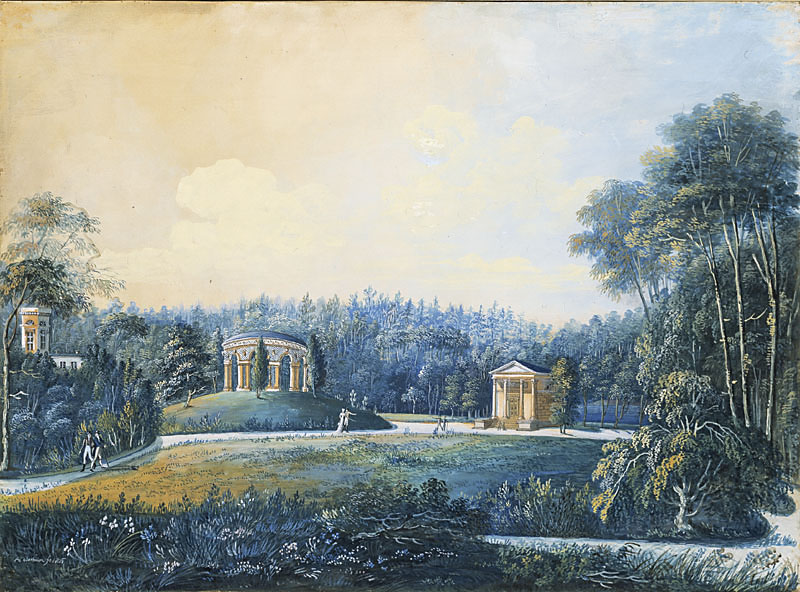
Ekotemplet och Amor och Psyketemplet i Axel Fredrik Cederholms målning från 1805.

Templet byggdes 1790 på en liten kulle strax öster om Gustav III:s paviljong och gestaltades som en öppen oval sommarmatsal för Gustav III, som älskade att äta utomhus. Byggnaden hette "Gröna salongen" och kom så småningom att kallas "Ekotemplet", på grund av att ett eko uppstår under byggnadens välvda tak. Arkitekt var Carl Christoffer Gjörwell d.y. under överinseende av Louis Jean Desprez. Till templet specialtillverkades ett stort ovalt matbord som placerades mitt i rummet. Templet renoverades år 1846 av arkitekt Axel Nyström d.ä. Då tillkom bl.a. takmålningar med amoriner och fåglar och en dekorslinga på templets takfris.
Vid nästa renovering, under ledning av slottsarkitekten Ragnar Hjorth år 1924, försvann dekoren på taklisten och på listerna över pelarparen under grå färg. Ytterligare en upprustning gjordes år 1992–93. Vid denna reparerades takstolen och de fragment av takmålningen som fanns kvar räddades och kan beses i Haga Parkmuseum. Vidare återskapades Nyströms övermålade dekorslinga från 1846 som finns fortfarande idag.
Så här beskrivs byggnaden i Gustav III:s bouppteckning: 24 målade träpilastrar med koppartak vilande på 12 piedestaler av trä och sandstensplattor med målat gallerverk mellan pilastrarna.

## Bilder

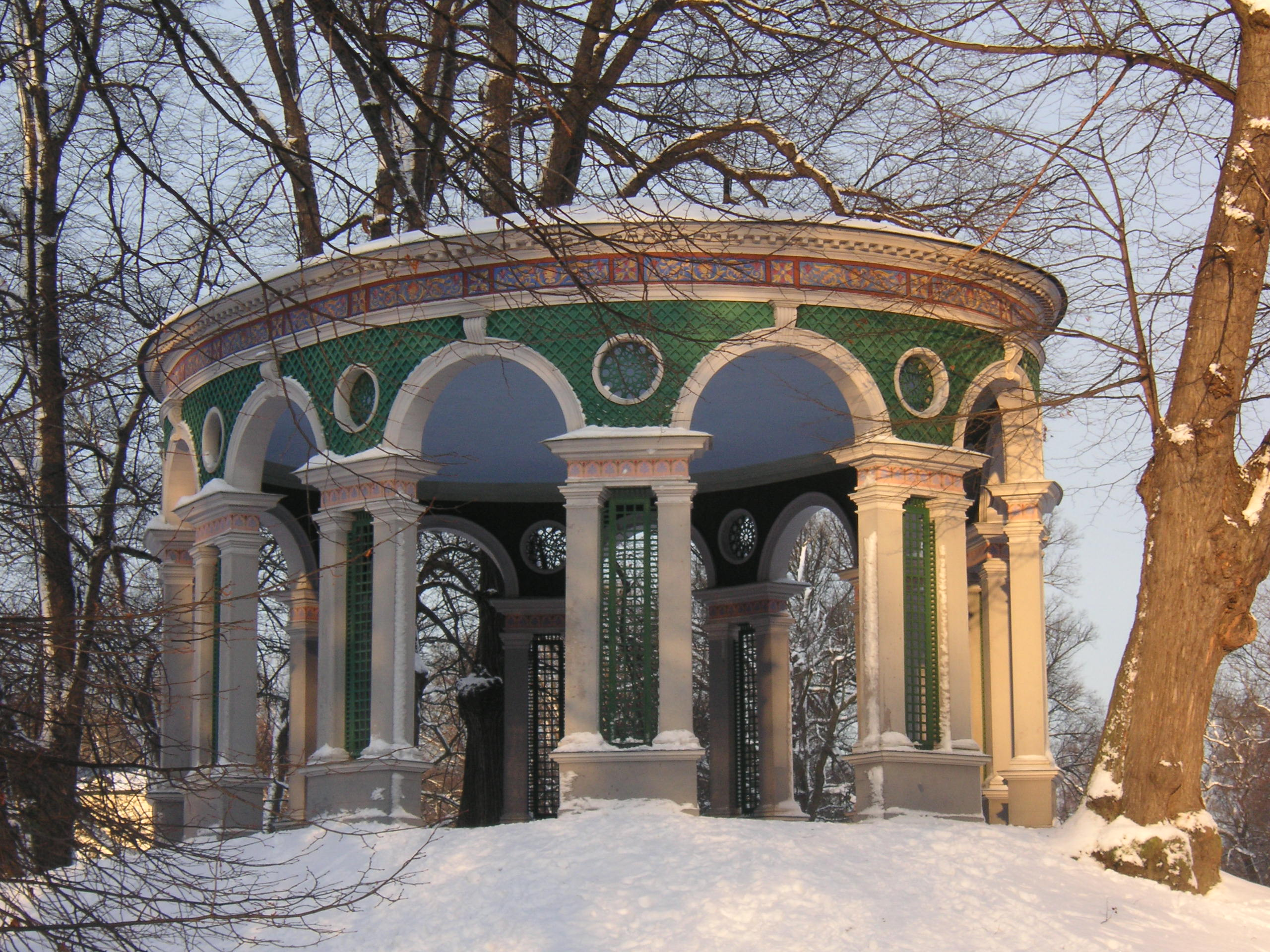
Ekotemplet på vintern 2006.
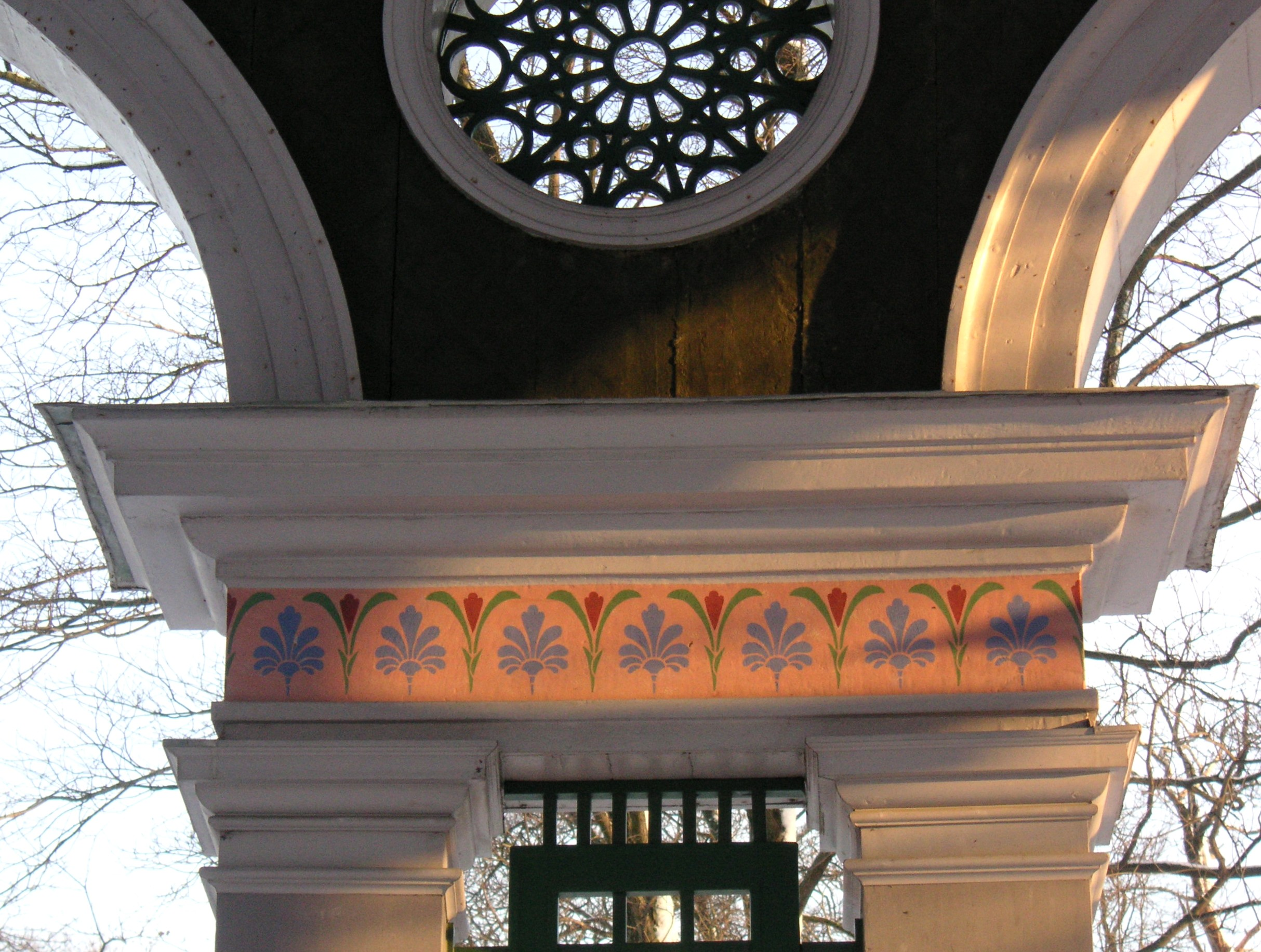
Ekotemplet, pelardetalj.
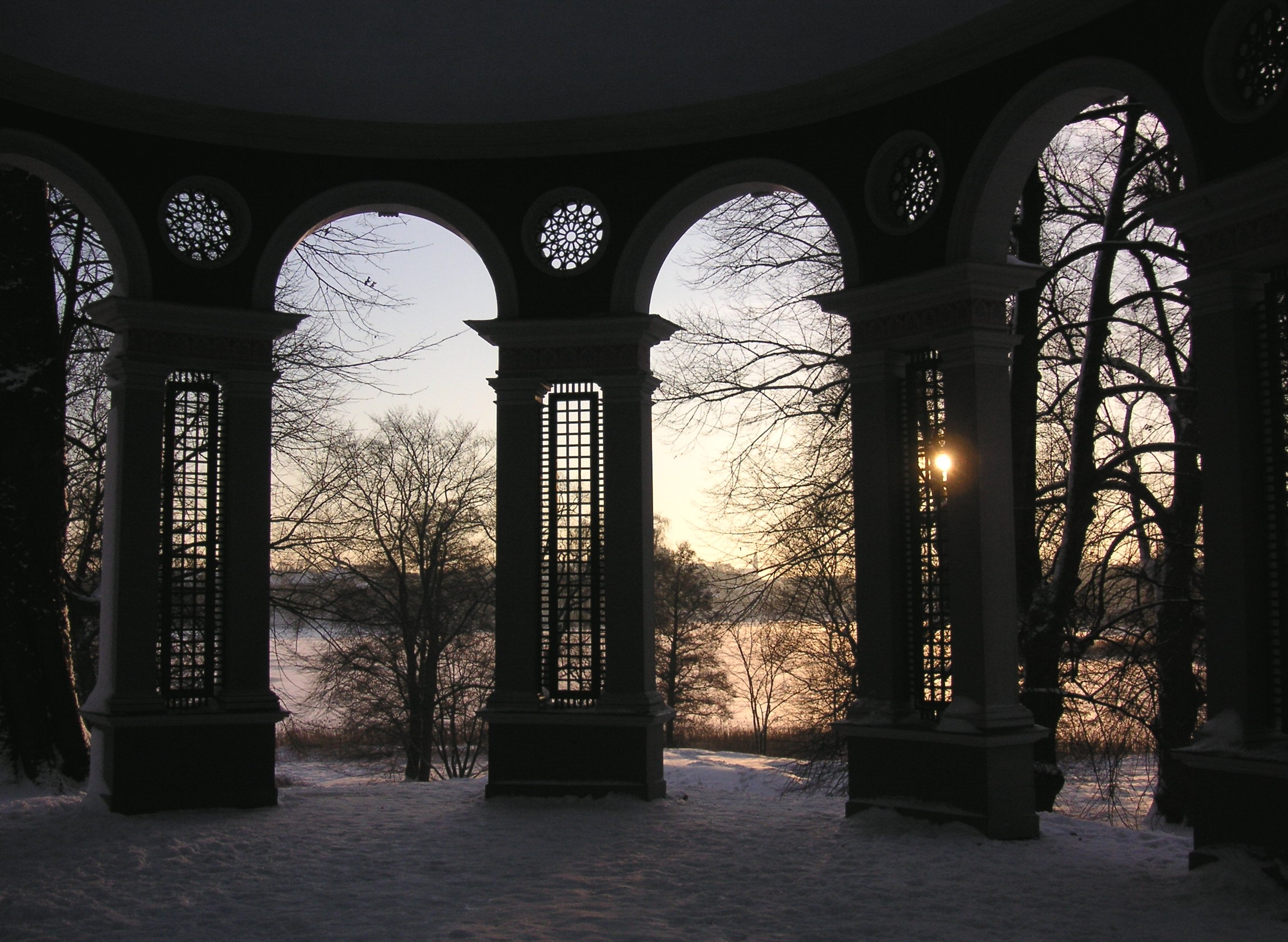
Ekotemplet, vy mot Brunnsviken, vinter 2006.
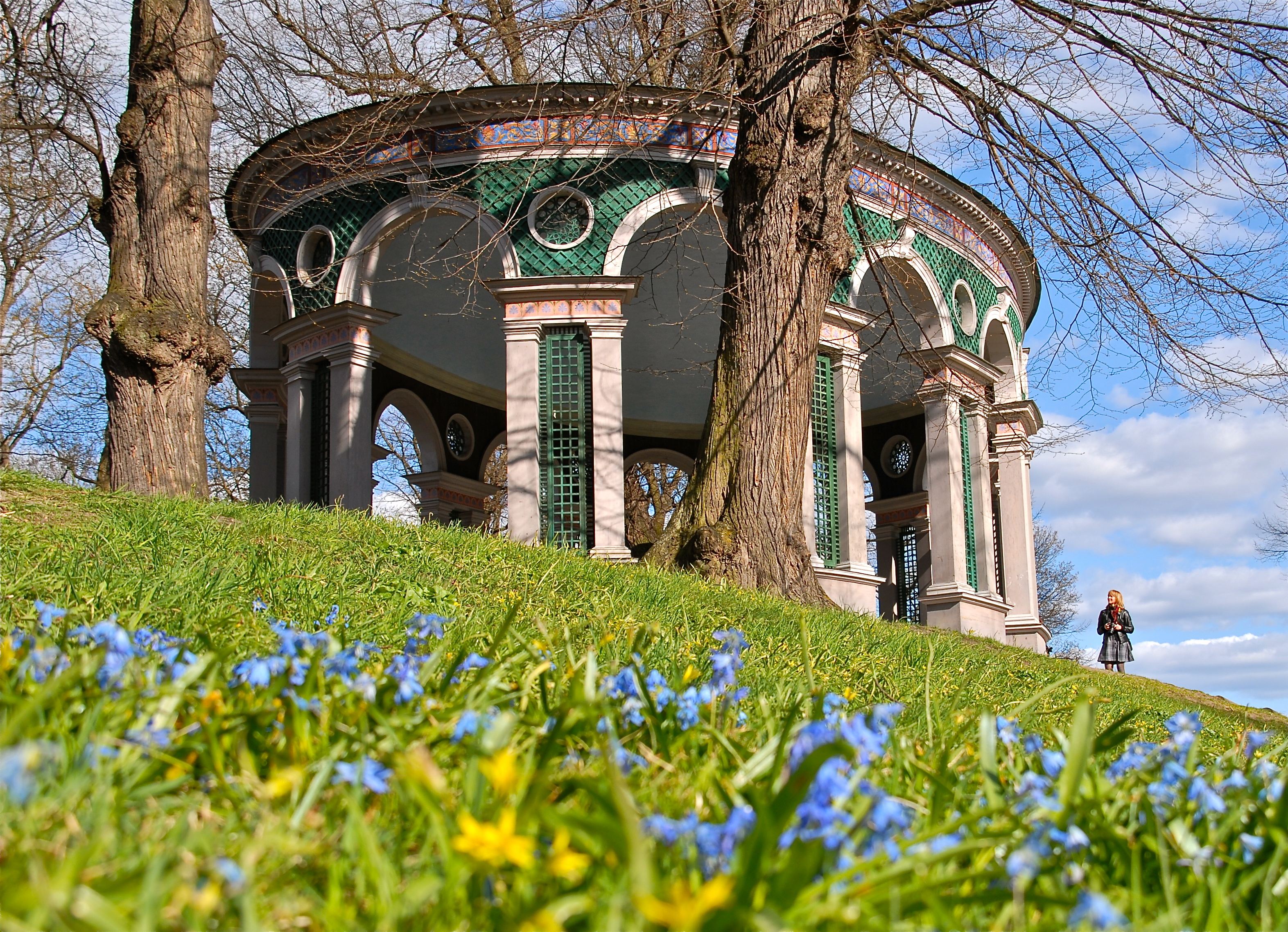
Ekotemplet på våren 2010.